# 峡南医療センター富士川病院
峡南医療センター富士川病院（きょうなんいりょうセンターふじかわびょういん）は、山梨県南巨摩郡富士川町にある医療機関。

## 概要
元々は島田病院（しまだびょういん）として運営されてきたが、1946年（昭和21年）に厚生省（現在の厚生労働省）が買収し、社会保険鰍沢病院へ改称された。1953年（昭和33年）に前年発足した全国社会保険協会連合会に経営を委託。1999年（平成11年）に現在地へ移転し現在に至っている。
深刻な医師不足により入院受入れが制限されており、2009年（平成17年）の病床利用数が36.2％と社会保険病院としては全国で最下位になった。そのため厚生労働省は同病院を富士川町に譲渡し、完全公営化が計画された。
2014年4月1日付で、市川三郷町立病院と社会保険鰍沢病院および2介護施設を統合した峡南医療センター（正式名称は、「山梨県市川三郷町・富士川町峡南医療センター」 ）とし、旧・鰍沢病院を同センターの富士川病院に位置付けることになった。

## 診療科
- 内科
- 外科
- 泌尿器科
- 整形外科
- 皮膚科
- 眼科
- 耳鼻咽喉科
- 婦人科
- 脳神経外科
- 小児科
- 病理診断科
- 薬剤科
- 臨床検査科
- 放射線科
- 栄養科
- リハビリテーション科
- 人工透析科
- 高気圧酸素治療科
- 化学療法科

## 医療機関指定
出典
| 救急告示病院     | 第2種感染症指定医療機関      |
| 災害拠点病院     | 新型コロナ感染症重点医療機関 |
| 山梨DMAT指定病院 | 臨床研修協力施設             |

## アクセス
- 市川三郷病院（旧・市川三郷町立病院）と相互で無料シャトルバスを運行。

市川三郷病院は市川大門駅より徒歩3分。8時台より17時台までの間に約40分間隔で運行。土日および祝日、年末年始は運休。
- 身延線鰍沢口駅または市川大門駅より富士川町コミュニティバスに乗車し「富士川病院」下車。

土日および祝日、年末年始は運休。但し運休日も特別に運行する日がある。
- 身延駅、身延町役場、鰍沢口駅より身延町営バス身延鰍沢線に乗車し「富士川病院」下車。

日曜祝日および年末年始は運休（富士川町コミュニティバスと異なり祝日ではない土曜日も運行）。なお、身延駅方面行は鰍沢口駅を経由しない。
- 山梨交通「小室山入口」バス停下車、富士川方面へ歩き10分ほど。

44、45、47、53系統が当バス停を通過。45系統以外は甲府駅まで乗り入れ。本数は減るが土日も運行している。